# 폴 A. 파테인
폴 A. 파테인(Paul A. Partain, 1946년 5월 3일 ~ 2005년 1월 27일)은 미국의 배우, 영화배우이다.
오스틴에서 태어났으며 오스틴에서 사망하였다. 사인은 암이다.

## 영화
- 텍사스 살인마: 속편 (1994년)
- 러빈 몰리 (1974년)
- 텍사스 전기톱 학살 (1974년) - 프랭클린 역